# Johnny Ruffo
Johnny Patrick Ruffo (ur. 8 marca 1988 w Perth, zm. 10 listopada 2023) – australijski piosenkarz, muzyk, autor tekstów, tancerz, aktor i prezenter telewizyjny. 

## Życiorys
Johnny Patrick Ruffo urodził się 8 marca 1988 roku w Balcatta na przedmieściach Perth w Australii Zachodniej. Rodzice Ruffo rozwiedli się, gdy miał trzy lata. Większość swojego dzieciństwa spędził mieszkając z matką w małej miejscowości Homeswest. W wieku 12 lat zaczął realizować swoje muzyczne marzenia, podążając śladami swojego idola, Michaela Jacksona. W dzieciństwie uczył się także gry na gitarze i pianinie, a swoją pierwszą piosenkę napisał w wieku 14 lat.  Ruffo kształcił się w Balcatta Senior High School w Perth.

## Kariera

### 2011:X Factor
Ruffo pomyślnie wziął udział w przesłuchaniach do trzeciego sezonu australijskiego programu X Factor w 2011 roku, gdzie zaśpiewał piosenkę „Do You Remember” Jaya Seana.  Ostatecznie dotarł do występów na żywo i dołączył do drużyny Guya Sebastiana. 22 listopada 2011 roku ogłoszono, że był ostatnim zawodnikiem wyeliminowanym w konkursie, a zwycięzcą został inny zawodnik Reece Mastin.

### 2011–2014: kontrakt płytowy,Dancing with the StarsiZatoka serc
Krótko po zakończeniu programu X Factor, 30 listopada 2011 roku Ruffo powiedział w wywiadzie dla News Limited, że zaproponowano mu kontrakt płytowy z dużą wytwórnią płytową, której nazwy nie pozwolono mu wówczas potwierdzić. W dniu 20 grudnia 2011 roku wystąpił w Bibliotece Stanowej w Melbourne w ramach inicjatywy Optus Celebrity Carols mającej na celu zbiórkę pieniędzy dla organizacji charytatywnej World Vision Australia.
W styczniu 2012 roku ogłosił, że pracuje nad wydaniem swojego debiutanckiego albumu studyjnego w Nowym Jorku. W marcu 2012 roku ujawniono, że Ruffo podpisał kontrakt muzyczny z Sony Music Entertainment Australia. Miesiąc później, w marcu wystąpił w dwunastej edycji australijskiego programu Dancing with the Stars i współpracował tam z tancerką Ludą Kroitor.
Jego debiutancki singiel „On Top” został wydany 15 czerwca 2012 roku. Utwór zajął 14. miejsce na liście Singles Chart i uzyskał certyfikat platynowej płyty od Australian Recording Industry Association (ARIA), za sprzedaż ponad 70 000 egzemplarzy. 17 czerwca 2012 roku Ruffo został ogłoszony zwycięzcą dwunastej edycji programu Dancing with the Stars. Jego nagroda pieniężna z wygranej programu została przekazana organizacji charytatywnej Youth Off The Streets. Jego drugi singiel „Take It Home” został wydany 19 października 2012 roku i osiągnął 30. miejsce na liście ARIA Singles Chart.
W kwietniu 2013 roku zadebiutował jako aktor w roli Chrisa Harringtona w australijskiej operze mydlanej Zatoka serc. Początkowo podpisany z wytwórnią produkującą operę kontrakt miał obejmować występ 16 odcinkach, lecz później został on przedłużony. Jego trzeci singiel „Untouchable” został wydany 12 lipca 2013 roku i zadebiutował na 39. miejscu listy ARIA Singles Chart.

### 2015–2016: Artysta niezależny: „She Got That O” i „White Christmas”
W maju 2015 wydał swój czwarty singiel „She Got That O”. Został wydany nakładem własnym i nie znalazł się na żadnej liście przebojów. 11 grudnia 2015 wydał świąteczny singel będący coverem utworu „White Christmas” Irvinga Berlina. 27 kwietnia 2016 roku kanał telewizyjny Channel 7 ogłosił, że Ruffo nie będzie więcej występował w operze mydlanej Zatoka serc. 22 września 2016 roku został wyemitowany ostatni odcinek w którym się pojawił. 10 maja 2016 roku ogłoszono, że wystąpi w serialu House of Bond.

### 2017–2023: Guz mózgu, „Broken Glass”, i „Let's Get Lost”
10 sierpnia 2017 roku Ruffo ogłosił, że przeszedł operację usunięcia guza mózgu, którego wykryto po tym, jak trafił do szpitala z powodu migreny. Tydzień później potwierdził, że zdiagnozowano u niego raka mózgu i jak najszybciej rozpocznie intensywne leczenie.
W czerwcu 2019 wydał swój pierwszy po czterech latach przerwy singiel zatytułowany „Broken Glass”. W 2020 roku występował w operze mydlanej Sąsiedzi jako strażnik więzienny Owen Campbell.
W listopadzie 2020 roku Ruffo ogłosił, że ponownie zachorował na raka mózgu.

## Życie prywatne
U Ruffo po raz pierwszy zdiagnozowano raka mózgu w 2017 roku, a po leczeniu nastąpiła remisja. W 2020 roku na swoich portalach społecznościowych ogłosił, że rak powrócił po raz drugi. W sierpniu 2022 roku oznajmił, że jego nowotwór jest w fazie terminalnej. 
10 listopada 2023 roku Ruffo zmarł w wieku 35 lat. Przed śmiercią był w związku z Tahnee Sims.

## Inspiracje muzyczne
Wśród swoich inspiracji muzycznych wymieniał Michaela Jacksona, Ushera i Justina Timberlake'a.

## Dyskografia

### Single
| Rok                                                     | Tytuł             | Pozycje na liście | Certyfikat             |
| Rok                                                     | Tytuł             | AUS               | Certyfikat             |
| ------------------------------------------------------- | ----------------- | ----------------- | ---------------------- |
| 2012                                                    | „On Top”          | 14                | - AUS: platynowa płyta |
| 2012                                                    | „Take It Home”    | 30                | - AUS: złota płyta     |
| 2013                                                    | „Untouchable”     | 39                |                        |
| 2015                                                    | „She Got That O”  | –                 |                        |
| 2015                                                    | „White Christmas” | –                 |                        |
| 2019                                                    | „Broken Glass”    | –                 |                        |
| 2021                                                    | „Let's Get Lost”  | –                 |                        |
| „–” oznacza, że singel nie był notowany na danej liście |                   |                   |                        |

### Teledyski
| Rok  | Tytuł          | Reżyser     |
| ---- | -------------- | ----------- |
| 2012 | On Top         | nieznany    |
| 2012 | Take It Home   | nieznany    |
| 2013 | Untouchable    | nieznany    |
| 2015 | She Got That O | nieznany    |
| 2019 | Broken Glass   | Michael Tan |

## Filmografia
| Rok       | Tytuł                         | Czas występowania | Źr.           |
| --------- | ----------------------------- | ----------------- | ------------- |
| 2011      | X Factor                      | Sezon 3           | [ 30 ]        |
| 2012      | Better Homes and Gardens      | 1 odcinek         | [ 31 ]        |
| 2012      | The Price Is Right            | 1 odcinek         | [ 32 ]        |
| 2012      | Dancing with the Stars        | Cały sezon 12     | [ 11 ]        |
| 2012      | The X Stream                  | brak danych       | [ 33 ]        |
| 2013–2016 | Zatoka serc                   | Sezony 26–29      | [ 32 ] [ 16 ] |
| 2013      | Slide Show                    | 1 odcinek         | [ 34 ]        |
| 2014      | Beauty and the Geek Australia | Sezon 6, odc. 7   | [ 35 ]        |
| 2015      | Better Homes and Gardens      | 1 odcinek         | [ 31 ]        |
| 2017      | Studio 10                     | 1 odcinek         | [ 36 ]        |
| 2017      | House of Bond                 | 2 odcinki         | [ 37 ]        |
| 2020      | Sąsiedzi                      | 6 odcinków        | [ 38 ]        |

## Nagrody i nominacje
| Rok  | Nagroda                | Kategoria                     | Rezultat  | Źr.    |
| ---- | ---------------------- | ----------------------------- | --------- | ------ |
| 2013 | Nagrody Poprepublic.tv | Ulubiony australijski artysta | Nominacja | [ 39 ] |
| 2014 | Nagrody Logie          | Najpopularniejszy nowy talent | Nominacja | [ 40 ] |